# Phytomyza ranunculicola
Phytomyza ranunculicola är en tvåvingeart som beskrevs av Erich Martin Hering 1949. Phytomyza ranunculicola ingår i släktet Phytomyza och familjen minerarflugor.
Artens utbredningsområde är Frankrike. Arten har ej påträffats i Sverige. Inga underarter finns listade i Catalogue of Life.